# Sidney Darlington
Sidney Darlington (18 juillet 1906 – 31 octobre 1997) est un ingénieur électricien américain, inventeur du transistor Darlington correspondant à la combinaison de deux transistors bipolaires. Licencié ès sciences physiques de Harvard avec félicitations du jury (1928), puis licencié en génie électrique au MIT (1929), il soutient sa thèse de doctorat en physique à l'université Columbia en 1940. Il a fait progresser la théorie des réseaux en développant la méthode des pertes d'insertion pour la conception de filtres et est l'inventeur des radars à compression d'impulsion et des systèmes de guidage d'armes et de roquettes. Il a été consultant des Laboratoires Bell de 1971 à 1974.

## Brevets
- Le Brevet AMÉRICAIN 1,991,195 — Onde Réseau de Transmission
- Le Brevet AMÉRICAIN 2,663,806 — semi-conducteurs de signal de la traduction de périphériques. (éd., "Darlington")
- Le Brevet AMÉRICAIN 2,438,112 — Norden Ordinateur
- Le Brevet AMÉRICAIN 2,468,179 — Dispositif de Suivi
- Le Brevet AMÉRICAIN 2,658,675 — Ordinateur de Contrôle de tir
- Le Brevet AMÉRICAIN 2,678,997 — Transmission des Impulsions (chirp)
- Le Brevet AMÉRICAIN 3,008,668 — Fusée d'Orientation
- Le Brevet AMÉRICAIN 3,265,973 — Deux ports Réseau de Synthèse
- Le Brevet AMÉRICAIN 3,618,095 — Chirp Impulsion de l'Égaliseur